# Vineta Sareika

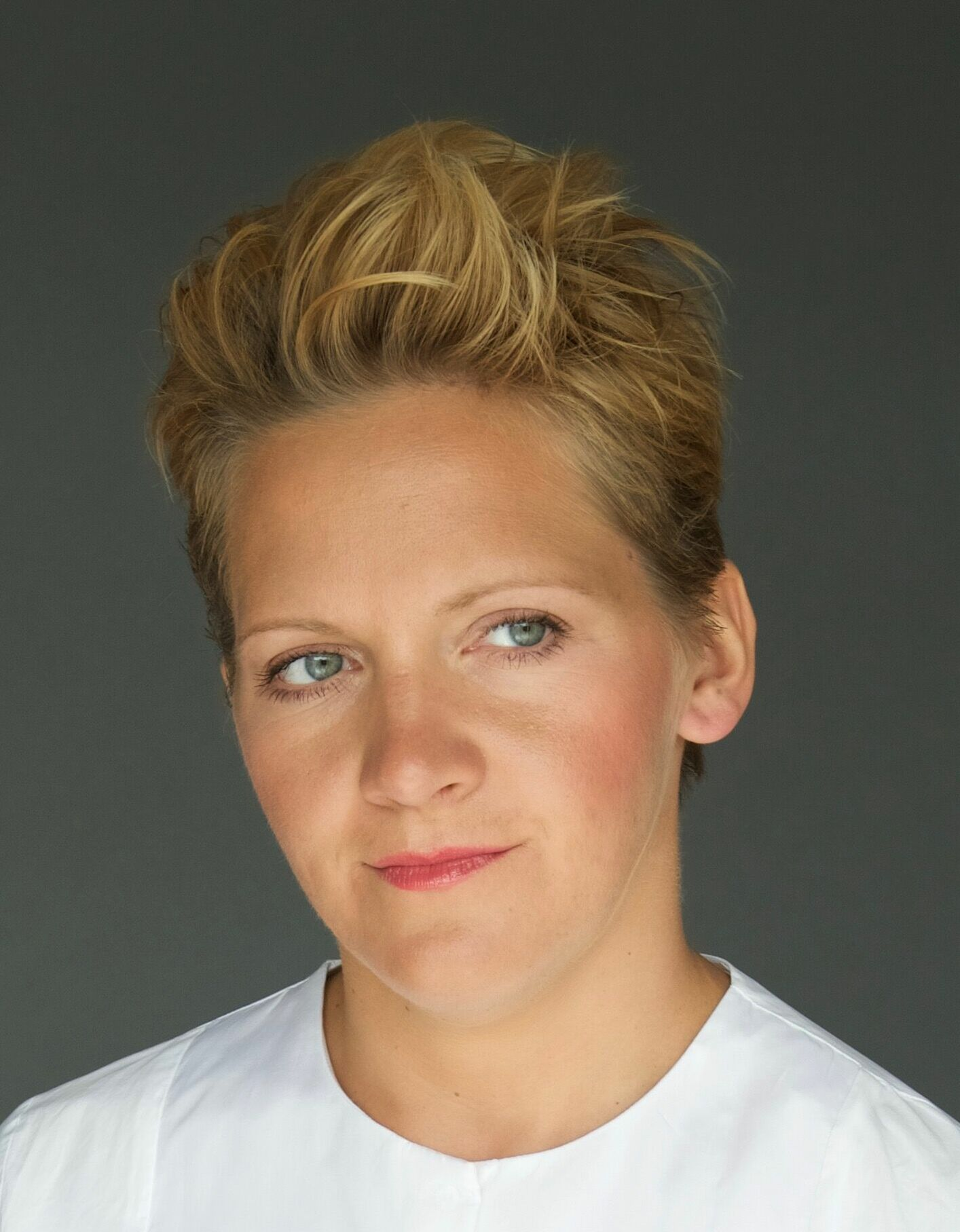
Vineta Sareika (2017)

Vineta Sareika, auch Vineta Sareika-Völkner (geboren am 1. März 1986 in Jūrmala), ist eine lettische Geigerin und Hochschullehrerin. Im Februar 2023 gewann sie als erste Frau das Probespiel für die Stelle der Ersten Konzertmeisterin der Berliner Philharmoniker. Im September 2024 kündigte sie an, das Orchester im Februar 2025 zu verlassen.

## Leben
Vineta Sareika bekam ihren ersten Violinunterricht mit fünf Jahren. Später studierte sie am Pariser Konservatorium bei Gérard Poulet und bei Augustin Dumay an der belgischen Chapelle Musicale Reine Élisabeth. Sie nahm an Meisterklassen von Ida Haendel, Ivry Gitlis, Zakhar Bron, Maurizio Fuks und Sergei Krylow teil.
Nach ihrer Ausbildung arbeitete sie sowohl als Solistin wie auch als Kammer- und Orchestermusikerin. Als Solistin wurde sie von Orchestern wie dem London Philharmonic Orchestra, dem Belgischen Nationalorchester, dem London Chamber Orchestra und dem Royal Flemish Philharmonic (dem heutigen Antwerp Symphony Orchestra), Lisbon Philharmonic Orchestra und dem Lettischen Nationalorchester eingeladen und sie arbeitete unter Dirigenten wie Andris Nelsons, Paul Goodwin, Edo de Waart, Gilbert Varga, Andris Poga, Jean-Bernard Pommier und Gérard Korsten.
Von 2011 bis 2013 war sie Konzertmeisterin des Royal Flemish Philharmonic. Sieben Jahre lang war sie Mitglied des Trio Dali, zu dessen Mitbegründern sie 2006 gehörte und das mehrere internationale Wettbewerbe gewann.
2012 trat sie dem Artemis Quartett als Primaria (1. Geigerin) bei, dem sie bis zu seiner Auflösung 2021 angehörte und mit dem sie viele internationale Preise gewann, u. a. mehrere ECHO Klassik und Diapason d’Or Auszeichnungen für ihre CD-Einspielungen.
Seit dem 1. Mai 2022 ist Sareika Mitglied der Berliner Philharmoniker. Am 17. Februar 2023 meldeten die Berliner Philharmoniker, dass Sareika das Probespiel für die Stelle der Konzertmeisterin gewonnen hat und damit 141 Jahre nach der Gründung des Orchesters diese Position erstmals von einer Frau besetzt wird. Im September 2024 gab Sareika ihre Entscheidung bekannt, das Orchester im Februar 2025 zu verlassen.
Seit 2017 lehrt Sareika Kammermusik an der Universität der Künste Berlin. 2020 wurde sie zur Professorin berufen. In der Saison 2024/25 gastiert Sareika als Artist in Residence beim Lettischen Nationalen Symphonieorchester.
Vineta Sareika spielt eine Geige von Antonio Stradivari aus dem Jahr 1683, die ihr von der Ruggieri-Stiftung zur Verfügung gestellt wurde.
Seit April 2021 ist sie mit Christian Völkner verheiratet.

## Auszeichnungen
- 2008: 1. Preis und Goldmedaille beim Osaka International Chamber Music Competition (2008)
- 2008: 1. Preis beim International Commerzbank Chamber Music Competition in Frankfurt (2008)
- 2008: 2. Preis beim Young Concert Artists Auditions in New York (2008)
- 2009: Auszeichnung beim Concours Reine Elisabeth 2009 in Brüssel[11]